# Badehaus Anush Khan

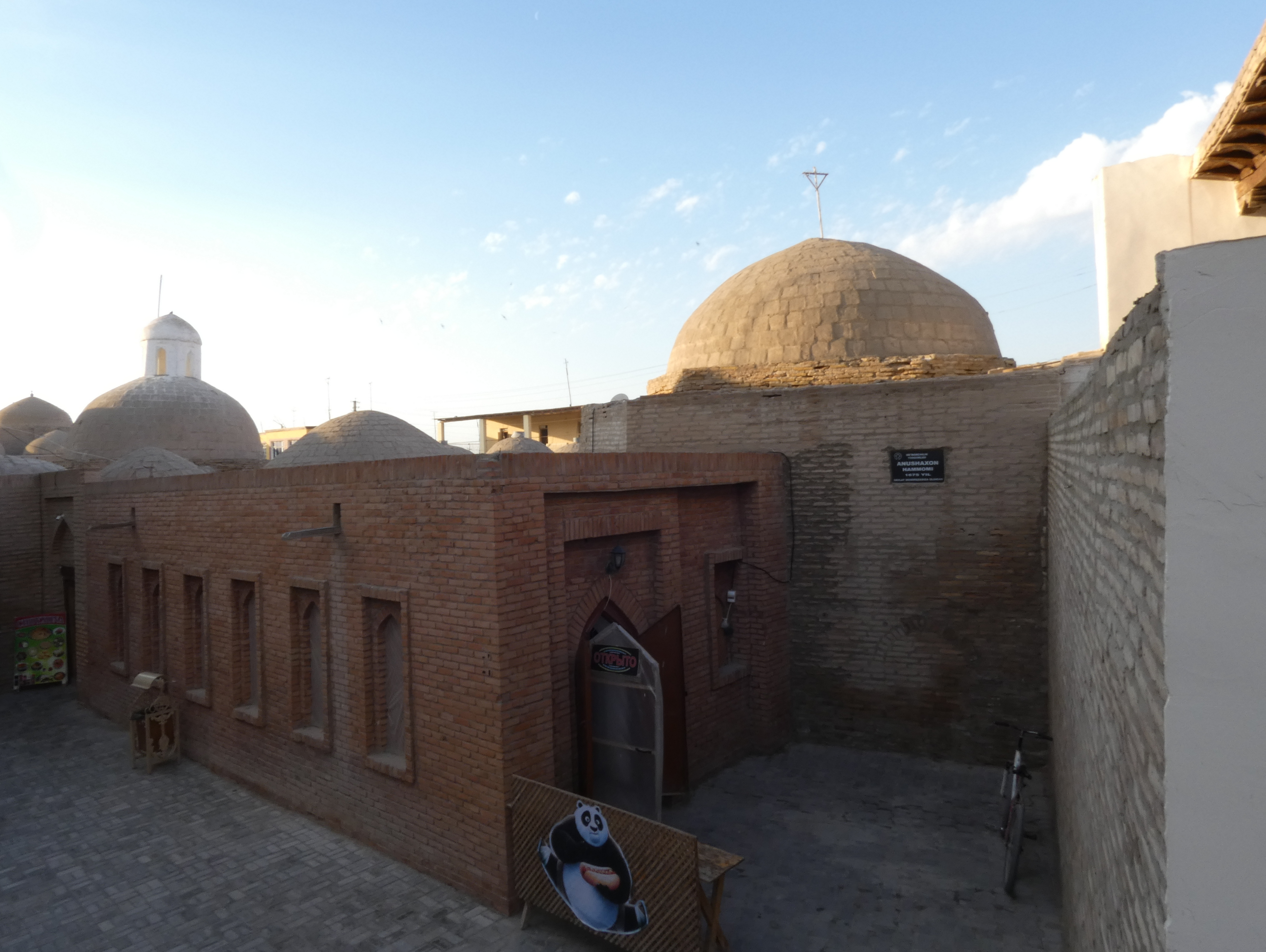
Der Zugang zum Badehaus Anush Khan

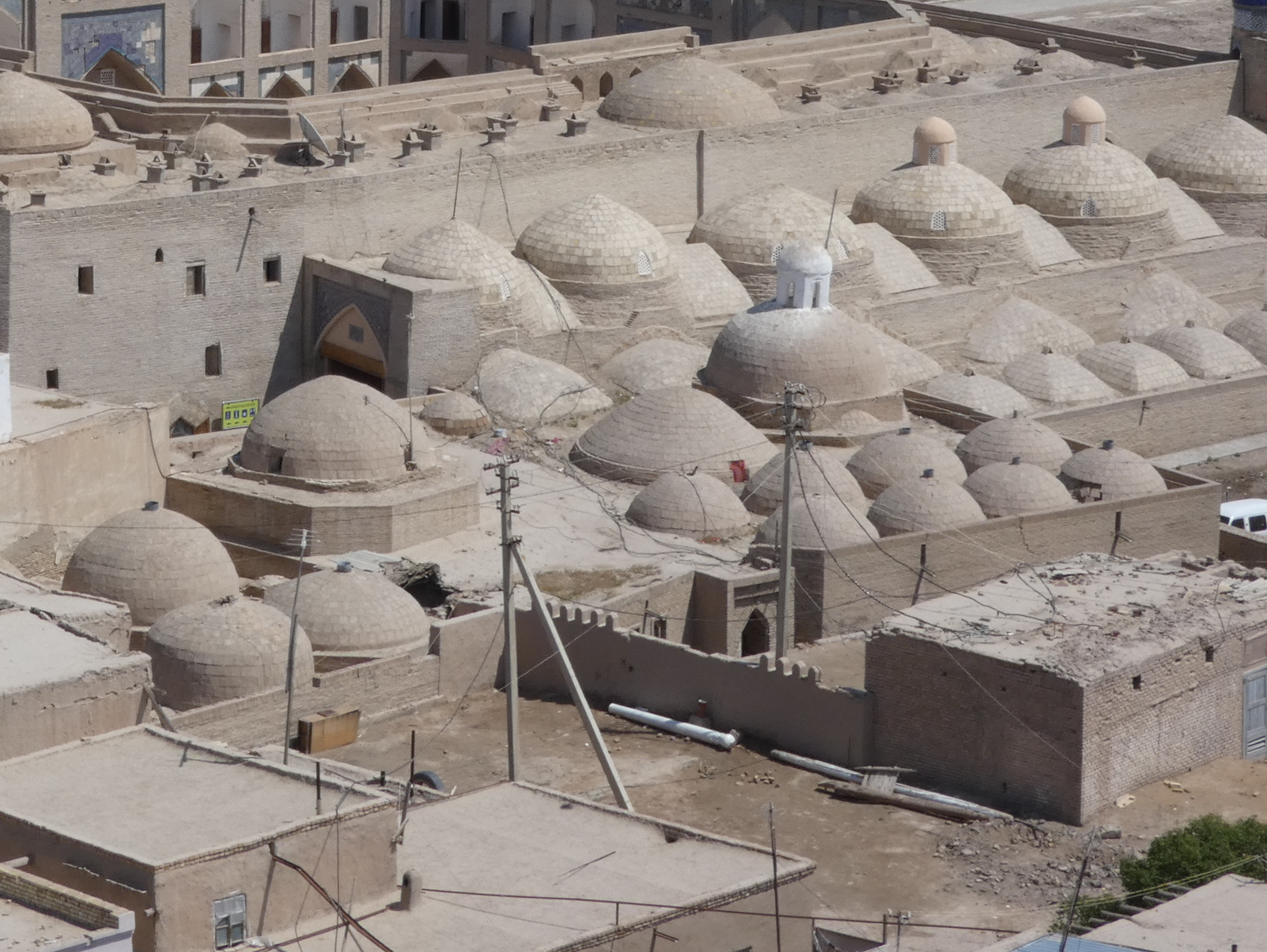
Blick auf die Kuppeln des Badehauses Anush Khan (Kuppeln unmittelbar um jene mit der weißen Laterne und jene mit dem Sockel)

Das Badehaus Anush Khan ist ein im 17. Jahrhundert in Chiwa errichtetes Badehaus. Es befindet sich unmittelbar neben der Ak-Moschee beziehungsweise dem Palwan-Darwaza, dem Osttor, in Ichan Qalʼа, dem historischen Stadtkern Chiwas, und ist Teil des UNESCO-Welterbes.

## Bauwerk
Das Badehaus Anush Khan liegt unmittelbar westlich der Ak-Moschee, der Weißen Moschee Chiwas. Es wurde vermutlich vom Vater Anusch Khans zu Ehren seines Sohnes erbaut und war als Waqf der Ak-Moschee angeschlossen. Die Einkünfte wurden somit für die Moschee verwendet. Das Badehaus verfügt über interessante Heiz-, Wasserversorgungs- und Kanalisationssysteme. Es wurde ähnlich östlichen Badehäusern halbunterirdisch errichtet. Das Badehaus hat ein Vestibül, Umkleide- und Waschräume. Das Gebäude wurde durch ein Fußbodensystem von Rauchkanälen erwärmt. Die halbunterirdische Lage diente dem Halten der Wärme. Erzeugt wurde die Wärme in einem Kesselhaus. Die Baderäume sind über enge, gewölbte Gänge miteinander verbunden, sodass in den jeweils nächsten Räumen die Temperatur der Luft, der Wände und des Fußbodens höher war als im vorherigen. Von außen sichtbar sind Kuppeln des Badehauses mit teilweise Lichtöffnungen. Bis zur Mitte des 20. Jahrhunderts war das Badehaus halb zerstört und wurde dann restauriert.